# Kirche zur Ehre Gottes (Purkersdorf)
Die Kirche zur Ehre Gottes ist die evangelische Gemeindekirche von Purkersdorf in der Wienerwald-Region im Bezirk St. Pölten-Land unmittelbar an der Stadtgrenze von Wien. Sie gehört der Evangelischen Superintendentur A. B. Niederösterreich an.

## Geschichte
Nachdem ab 1914 die ersten evangelischen Gottesdienste im Wiental durch die Pfarrer der Kreuzkirche von Hietzing abgehalten worden waren, wurde 1923 in Purkersdorf ein Vikariat eingerichtet und dieses 1927 zur selbständigen Pfarrgemeinde erhoben. Erster Pfarrer wurde Friedrich Kröcker, als sein Nachfolger wurde 1945 Walter Stökl, zuvor Pfarrer in Znaim, nach Purkersdorf berufen. Unter ihm konnte zunächst 1949 ein Pfarrhaus erworben und die Pfarrhauskapelle durch Bischof Gerhard May eingeweiht werden, bevor dann, jeweils durch den Architekten Friedrich Rollwagen, 1967 die zur Gemeinde gehörende Michaelskapelle im benachbarten Eichgraben und 1975 die Pfarrkirche von Purkersdorf errichtet wurden.
Von 1993 bis 1997 war der spätere Superintendent von Oberösterreich Gerold Lehner als Pfarrer in Purkersdorf tätig.

## Architektur
Die von Friedrich Rollwagen in Hanglage errichtete Anlage setzt sich aus zwei kubischen Baublöcken zusammen. Der zurückversetzte und erhöht gelegene Kirchenbau über quadratischem Grundriss  mit überhöhtem, zum Kirchenraum geöffnetem Pyramidendach wird durch mittig gesetzte vertikale Fensterbahnen belichtet. Südwestlich ist der Kirche der Pfarrhaustrakt vorgelagert. Vor der Kirche fand die großformatige Skulpturengruppe des Guten Hirten Aufstellung.